# Harry Bekkering
Harry Bekkering (Roosteren, 1944) is een Nederlandse cultuurwetenschapper. Hij was enkele jaren hoogleraar Taal- en cultuurstudies (leeropdracht op persoonlijke titel) aan de Radboud Universiteit Nijmegen, gespecialiseerd in de kinder- en jeugdliteratuur. Hij promoveerde op een onderzoek naar Simon Vestdijks essayistiek. In de jaren 80 en 90 van de twintigste eeuw was hij bestuurslid en voorzitter van de Vestdijkkring. Hij was ook bestuurslid van de Jan Campert Stichting.

## Werken
- De eeuw van Sien en Otje. De twintigste eeuw (1989)
- De hele Bibelebontse berg (1989)
- Veroverde traditie. De poëticale opvattingen van S. Vestdijk (1989)
- De bloemlezing als breekijzer (1997)
- Ik had wel duizend levens en ik nam er maar één! Cees Nooteboom (1997)